# Yvonne Désirant
Yvonne Désirant (Sint-Amandsberg, 2 juni 1899 - Oostende, 17 augustus 2002) was de eerste vrouwelijke doctor in de scheikunde aan de Universiteit Gent. Zij was de eerste die de synthese van hexafluorbenzeen vervolmaakte. 

## Biografie
Désirant behaalde in 1926 het diploma van doctor in de scheikunde. Na haar promotie voerde Désirant onderzoek naar organofluorchemie binnen de onderzoeksgroep van professor Frédéric Swarts. In 1931 werd ze vastbenoemd tot werkleider (chef de travaux). Ze was de eerste vrouw die tot die functie benoemd werd aan de Universiteit Gent. Désirant bleef werkleider tot haar pensioen in 1964.